# Авіаційний космічний ракетний комплекс «Світязь»
«Світязь» — перспективний авіаційний космічний ракетний комплекс (АКРК), що призначений для виведення космічних апаратів різного призначення на кругові, еліптичні і високі колові орбіти, включаючи геостаціонарну (ГСО).
До складу АКРК входять:
- Авіаційно-космічна система (АКС), що складається з літака-носія (ЛН) і встановленої на ньому ракети-носія (РН);
- Технічний комплекс ракети-носія, розміщений на аеродромі базування і призначений для підготовки ракети-носія до пуску;
- Технічний комплекс літака-носія, призначений для підготовки літака-носія до експлуатації та періодичного обслуговування;

## Елементи системи
Літак-носій Ан-225-100 розробляється АНТК імені Олега Антонова і є модифікацією базового літака Ан-225 «Мрія». На літак встановлюється спеціальне обладнання для кріплення ракети-носія над фюзеляжем, всередині герметичних кабін розміщується бортове стартове обладнання та оператори, необхідні для здійснення пуску РН. Ракета-носій «Світязь» створюється на базі вузлів, агрегатів і систем ракети-носія «Зеніт». Вона будується за триступеневою схемою. Використовує нетоксичні компоненти палива — рідкий кисень і гас. При виведенні космічних апаратів на геостаціонарну орбіту, ракета-носій комплектується твердопаливним апогейним ступенем.

## Переваги перспективного АКРК
Цей комплекс знаходиться на етапі проєктування, однак вже зараз є такі беззаперечні переваги комплексу перед традиційними:
- Невисокий технічний ризик розробки, обумовлений застосуванням відпрацьованих технологій.
- Відсутність необхідності будівництва дорогих стартових споруд.
- Можливість широкого вибору місця старту ракети-носія і способу орбіти виведеного корисного вантажу.
- Широкі азимутальні напрями для пуску.
- Можливість самотранспортування системи.
- Екологічно чисті компоненти палива.

## Характеристики АКРК
| Характеристика                                                                                           | Параметр                                                |
| --- | ------------------------------------------------------- |
| Максимальна злітна маса системи, т                                                                       | 600                                                     |
| Максимальна стартова маса РН, т                                                                          | 250                                                     |
| Компоненти палива РН - окислювач - пальне                                                                | — - рідкий кисень - гас РГ-1                            |
| Кількість ступенів - При запуску на ГСО                                                                  | 3 4                                                     |
| Маса корисного вантажу виведеного на орбіту, кг - МКС: НКР = 400 км, I = 51,6 ° - Перехідна до ГСО - ГСО | — - 6600 - 2400 - 700                                   |
| Маса компонентів палива РН, т                                                                            | 210                                                     |
| Тяга двигунів при старті РН, тс                                                                          | 355                                                     |
| Затребувана довжина злітно-посадкової смуги, м                                                           | 3800                                                    |
| Повна довжина РН, м                                                                                      | 40                                                      |
| Розмах крила РН, м                                                                                       | 15                                                      |
| Діаметр корпусу 1-ї та 2-й ступенів РН, м                                                                | 3,9                                                     |
| Діаметр головного обтічника РН, м                                                                        | 3,9                                                     |
| Розробники                                                                                               | КБ «Південне» Україна АНТК імені Олега Антонова Україна |

## Історія створення проєкту
Ідея запуску космічних апаратів шляхом повітряного старту існує вже дуже давно.
З моменту створення літака АН-124 «Руслан» існує ідея створення системи яка передбачала б десантування ракети космічного призначення на висоті ~8-11 кілометрів й виведення нею корисного вантажу на орбіту.
Подібні думки виникли і Європі. Поки в СРСР велись роботи зі створення БАКС, за кордоном йшли роботи по створенню власного АКРК HOTOL. З появою в СРСР літака Ан-225 «Мрія» виникла ідея об'єднати проєкти. Апарат Interim HOTOL мав стартувати з літака-носія, яким мав слугувати Ан-225 «Мрія».
21 червня 1991 року в штаб-квартирі Європейського космічного агентства в Парижі відбулася презентація міжнародної авіаційно-космічної системи для досліджень навколоземного простору, що складалася з Ан-225 і 250-тонного багаторазового космічного апарата Interim HOTOL, що розробляється англійською компанією «British Aerospace». Два літальних апарати майже ідеально підійшли один до одного, адже Ан-225 спочатку проєктувався для повітряного старту подібних виробів. Реалізація цього проєкту реально обіцяла приблизно чотирикратне зниження вартості виведення корисного навантаження на орбіту в порівнянні з вертикальним стартом. Крім іншого, «HOTOL» міг би ефективніше інших апаратів вирішувати завдання доставлення екіпажів на орбітальні станції та здійснювати їх евакуацію звідти в аварійних ситуаціях. Однак дуже скоро у проєкту виявився дуже серйозний недолік — повна відсутність державного фінансування. Це зіграло в долі проєкту «Мрія-Хотол» фатальну роль.
Як це не сумно, але абсолютно аналогічна доля спіткала добрий десяток проєктів застосування Ан-225 як літака-носія. До середини 1990-х років на НВО «Молнія» набула закінченого вигляду система БАКС (Багаторазова Авіаційно-космічна система), що передбачала доставлення на орбіту 8,5-10 тонн корисного навантаження в пілотованому варіанті та 18-19 тонн — у безпілотному. Попри просування робіт по системі в вкрай повільному темпі, БАКС все ще не застаріла і досі надалі залишається однією з найперспективніших авіаційно-космічних систем (АКС).
Протягом ряду років ДКБ «Південне» ім. М. К. Янгеля виконувало проєктні роботи по створенню ракет космічного призначення з повітряним стартом з літака-носія, що здійснює запуск ракети над нейтральними водами за межами України (теми «Світязь» та «Оріль»).
В результаті на початку 2000-х років з ініціативи КБ «Південне» та АНТК імені Олега Антонова за підтримки Державного космічного агентства України розпочалися роботи з пророблення АКРК «Світязь». Проєкт дороблювався під час Національної космічної програми 2002—2006 років. У 2005 р. проведене дослідження на тему «Методика оцінки впливу коливань рідкого палива на динамічні властивості авіаційно-космічної системи з урахуванням характеристик демпферів коливань», що теоретично розраховувало атмосферний етап роботи АКРК. У 2008 році велись теоретичні дослідження з дослідження керування багаторежимного АКРК. Цей проєкт міг би забезпечити Україні вільний незалежний доступ до космічного простору. Також Україна отримала б високотехнологічний продукт, який перетворив її в повноцінну й самодостатню космічну державу. На 2010 рік проєкт знаходиться на стадії концептуального пророблення. Про перехід до практичного втілення ідеї в життя питання не стоїть через брак коштів та не закінченість НДДКР.